# Montclar-sur-Gervanne
Montclar-sur-Gervanne là một xã thuộc tỉnh Drôme trong vùng Auvergne-Rhône-Alpes đông nam nước Pháp. Xã Montclar-sur-Gervanne nằm ở khu vực có độ cao từ 239-836 mét trên mực nước biển.